# Барнабо, Алессандро
Алессандро Барнабо (итал. Alessandro Barnabò; 2 марта 1801, Фолиньо, Папская область — 24 февраля 1874, Рим, королевство Италия) — итальянский куриальный кардинал. Про-секретарь Священной Конгрегации Пропаганды Веры с 12 июля 1847 по 13 августа 1848. Секретарь Священной Конгрегации Пропаганды Веры с 13 августа 1848 по 16 июня 1856. Префект Священной Конгрегации Пропаганды Веры с 20 июня 1856 по 24 февраля 1874. Камерленго Священной Коллегии Кардиналов с 13 марта 1868 по 25 июня 1869. Кардинал-священник с 16 июня 1856, с титулом церкви Санта-Сусанна с 19 июня 1856.

## Источник
- Информация  (англ.)